# Diskografie The Kid Laroie
Toto je seznam vydané diskografie australského rappera a zpěváka The Kid Laroie.

## Alba

### Studiová alba
| Název          | Detaily o albu                                         | Umístění v hitparádách | Umístění v hitparádách | Umístění v hitparádách | Umístění v hitparádách | Umístění v hitparádách | Umístění v hitparádách | Umístění v hitparádách | Umístění v hitparádách | Umístění v hitparádách | Certifikace                                                                          |
| Název          | Detaily o albu                                         | AUS                    | BEL (FL)               | CAN                    | DEN                    | IRE                    | NZ                     | NOR                    | UK                     | US                     | Certifikace                                                                          |
| -------------- | ------------------------------------------------------ | ---------------------- | ---------------------- | ---------------------- | ---------------------- | ---------------------- | ---------------------- | ---------------------- | ---------------------- | ---------------------- | ------------------------------------------------------------------------------------ |
| The First Time | - Vydáno: 10. listopadu 2023 - Vydavatelství: Columbia | 3                      | 50                     | 16                     | 19                     | 33                     | 7                      | 3                      | 29                     | 24                     | - ARIA: Gold - BPI: Silver - IFPI DEN: Gold - MC: Platinum - RIAA: Gold - RMNZ: Gold |

### Mixtapy
| Název     | Detaily o albu                                                 | Umístění v hitparádách | Umístění v hitparádách | Umístění v hitparádách | Umístění v hitparádách | Umístění v hitparádách | Umístění v hitparádách | Umístění v hitparádách | Umístění v hitparádách | Umístění v hitparádách | Umístění v hitparádách | Certifikace |
| Název     | Detaily o albu                                                 | AUS                    | BEL (FL)               | CAN                    | DEN                    | IRE                    | NZ                     | NOR                    | SWE                    | UK                     | US                     | Certifikace |
| --------- | -------------------------------------------------------------- | ---------------------- | ---------------------- | ---------------------- | ---------------------- | ---------------------- | ---------------------- | ---------------------- | ---------------------- | ---------------------- | ---------------------- | --- |
| F*ck Love | - Vydáno: 24. července 2020 - Vydavatelství: Grade A, Columbia | 1                      | 5                      | 1                      | 2                      | 5                      | 2                      | 1                      | 4                      | 6                      | 1                      | - ARIA: 2× Platinum - BPI: Platinum - IFPI DEN: 2× Platinum - MC: 3× Platinum - RIAA: 3× Platinum - RMNZ: 4× Platinum |

## Extended play
| Název           | Detaily o EP                                                                                 |
| --------------- | -------------------------------------------------------------------------------------------- |
| 14 with a Dream | - Vydáno: 16. srpna 2018 (exkluzivně na SoundCloud a YouTube) - Vydavatelství: samovydavatel |
| Spotify Singles | - Vydáno: 24. března 2021 (exkluzivně na Spotify) - Vydavatelství: Columbia                  |

## Singly

### Jako hlavní umělec
| Název                                                                                   | Rok  | Umístění v hitparádách | Umístění v hitparádách | Umístění v hitparádách | Umístění v hitparádách | Umístění v hitparádách | Umístění v hitparádách | Umístění v hitparádách | Umístění v hitparádách | Umístění v hitparádách | Umístění v hitparádách | Certifikace | Album                   |
| Název                                                                                   | Rok  | AUS                    | BEL (FL)               | CAN                    | DEN                    | IRE                    | NZ                     | NOR                    | SWE                    | UK                     | US                     | Certifikace | Album                   |
| --------------------------------------------------------------------------------------- | ---- | ---------------------- | ---------------------- | ---------------------- | ---------------------- | ---------------------- | ---------------------- | ---------------------- | ---------------------- | ---------------------- | ---------------------- | --- | ----------------------- |
| "Blessings"                                                                             | 2018 | —                      | —                      | —                      | —                      | —                      | —                      | —                      | —                      | —                      | —                      | | 14 with a Dream         |
| "Let Her Go"                                                                            | 2019 | —                      | —                      | —                      | —                      | —                      | —                      | —                      | —                      | —                      | —                      | - ARIA: Platinum - RIAA: Platinum - RMNZ: Gold | Singly bez alb          |
| "Diva" (feat. Lil Tecca)                                                                | 2020 | 76                     | —                      | —                      | —                      | —                      | —                      | —                      | —                      | —                      | —                      | - ARIA: Gold - BPI: Silver - RIAA: Platinum - RMNZ: Platinum | Singly bez alb          |
| "Addison Rae"                                                                           | 2020 | 76                     | —                      | —                      | —                      | —                      | —                      | —                      | —                      | —                      | —                      | - ARIA: Gold - RIAA: Gold | Singly bez alb          |
| "Fade Away" (s Lil Tjay)                                                                | 2020 | 73                     | —                      | —                      | —                      | —                      | —                      | —                      | —                      | —                      | —                      | - RIAA: Gold | Singly bez alb          |
| "Go" (s Juice Wrld)                                                                     | 2020 | 23                     | —                      | 40                     | —                      | 42                     | 32                     | —                      | —                      | 43                     | 52                     | - ARIA: Platinum - BPI: Gold - IFPI DEN: Gold - MC: 2× Platinum - RIAA: 3× Platinum - RMNZ: Platinum                                                                                 | F*ck Love               |
| "Tell Me Why"                                                                           | 2020 | 49                     | —                      | 86                     | —                      | 77                     | —                      | —                      | —                      | —                      | —                      | - ARIA: Platinum - MC: Platinum - RIAA: Platinum - RMNZ: Gold | F*ck Love               |
| "Need You Most (So Sick)"                                                               | 2020 | 79                     | —                      | —                      | —                      | —                      | —                      | —                      | —                      | —                      | —                      | - ARIA: Platinum - MC: Gold - RIAA: Gold - RMNZ: Gold | F*ck Love               |
| "Hell Bent" (s Tokyo's Revenge)                                                         | 2020 | —                      | —                      | —                      | —                      | —                      | —                      | —                      | —                      | —                      | —                      | | 7ven                    |
| "So Done"                                                                               | 2020 | 6                      | —                      | 24                     | 29                     | 23                     | 17                     | 4                      | 38                     | 38                     | 59                     | - ARIA: 4× Platinum - BPI: Silver - IFPI DEN: Gold - MC: 2× Platinum - RIAA: Platinum - RMNZ: 2× Platinum                                                                            | F*ck Love (Savage)      |
| "My City" (s Onefour)                                                                   | 2020 | 28                     | —                      | —                      | —                      | —                      | —                      | —                      | —                      | —                      | —                      | - ARIA: Platinum | Against All Odds        |
| "Reminds Me of You" (s Juice Wrld)                                                      | 2020 | —                      | —                      | 56                     | —                      | 48                     | —                      | —                      | —                      | 63                     | 89                     | - RMNZ: Gold | Singl bez alb           |
| "Without You" (sólo nebo s Miley Cyrus)                                                 | 2020 | 1                      | 1                      | 7                      | 2                      | 3                      | 8                      | 1                      | 5                      | 2                      | 8                      | - ARIA: 8× Platinum - BEA: Platinum - BPI: 2× Platinum - GLF: Platinum - IFPI DEN: 2× Platinum - IFPI NOR: 3× Platinum - MC: 6× Platinum - RIAA: 4× Platinum - RMNZ: 3× Platinum     | F*ck Love (Savage)      |
| "Stay" (s Justin Bieber)                                                                | 2021 | 1                      | 1                      | 1                      | 1                      | 2                      | 1                      | 1                      | 1                      | 2                      | 1                      | - ARIA: 17× Platinum - BEA: 2× Platinum - BPI: 3× Platinum - GLF: 5× Platinum - IFPI DEN: 4× Platinum - IFPI NOR: 2× Platinum - MC: Diamond - RIAA: 11× Platinum - RMNZ: 6× Platinum | F*ck Love 3: Over You   |
| "Thousand Miles"                                                                        | 2022 | 4                      | —                      | 11                     | 19                     | 19                     | 6                      | 13                     | 14                     | 21                     | 15                     | - ARIA: 2× Platinum - BPI: Silver - IFPI DEN: Gold - MC: 2× Platinum - RIAA: Platinum - RMNZ: Gold                                                                                   | The First Time (deluxe) |
| "Paris to Tokyo" (s Fivio Foreign)                                                      | 2022 | 26                     | —                      | 53                     | —                      | 98                     | —                      | —                      | —                      | —                      | —                      | | B.I.B.L.E.              |
| "Love Again"                                                                            | 2023 | 6                      | 40                     | 17                     | 24                     | 22                     | 17                     | 18                     | 33                     | 16                     | 40                     | - ARIA: Platinum - BPI: Silver - MC: Platinum - RIAA: Platinum - RMNZ: Gold | The First Time          |
| "Kids Are Growing Up (Part 1)"                                                          | 2023 | —                      | —                      | —                      | —                      | —                      | —                      | —                      | —                      | —                      | —                      | | The First Time          |
| "I Guess It's Love?"                                                                    | 2023 | —                      | —                      | —                      | —                      | —                      | —                      | —                      | —                      | —                      | —                      | | Singl bez alb           |
| "Where Does Your Spirit Go?"                                                            | 2023 | —                      | —                      | —                      | —                      | —                      | —                      | —                      | —                      | —                      | —                      | | The First Time          |
| "Too Much" (s Jungkook a Central Cee)                                                   | 2023 | 10                     | —                      | 32                     | —                      | 19                     | 37                     | 37                     | 60                     | 10                     | 44                     | - MC: Gold | The First Time          |
| "What Just Happened"                                                                    | 2023 | —                      | —                      | —                      | —                      | —                      | —                      | —                      | —                      | —                      | —                      | | The First Time          |
| "Bleed"                                                                                 | 2023 | 47                     | —                      | 86                     | —                      | 65                     | —                      | —                      | —                      | 41                     | 97                     | - MC: Gold - RIAA: Gold | The First Time          |
| "What's the Move?" (feat. Future a Baby Drill)                                          | 2023 | —                      | —                      | —                      | —                      | —                      | —                      | —                      | —                      | —                      | —                      | | The First Time          |
| "Heaven"                                                                                | 2024 | —                      | —                      | —                      | —                      | —                      | —                      | —                      | 57                     | —                      | —                      | | The First Time (deluxe) |
| "Still Yours"                                                                           | 2024 | —                      | —                      | —                      | —                      | —                      | —                      | —                      | —                      | —                      | —                      | | Singl bez alb           |
| "Girls"                                                                                 | 2024 | 18                     | —                      | 24                     | —                      | 54                     | 26                     | 27                     | 51                     | 47                     | 51                     | - ARIA: Platinum - MC: Platinum - RIAA: Gold - RMNZ: Gold | The First Time (deluxe) |
| "Baby I'm Back"                                                                         | 2024 | 37                     | —                      | 64                     | —                      | 76                     | 28                     | 37                     | —                      | 68                     | 89                     | - ARIA: Gold - MC: Gold - RMNZ: Gold | The First Time (deluxe) |
| "Aperol Spritz"                                                                         | 2024 | —                      | —                      | —                      | —                      | —                      | —                      | —                      | —                      | 77                     | —                      | | Singly bez alb          |
| "Slow It Down" (s Quavo)                                                                | 2024 | —                      | —                      | —                      | —                      | —                      | —                      | —                      | —                      | —                      | —                      | | Singly bez alb          |
| "—" značí, že se nahrávka neumístila v hitparádách nebo v tomto území ani nebyla vydána |      |                        |                        |                        |                        |                        |                        |                        |                        |                        |                        | |                         |

### Jako vedlejší umělec
| Název                                                            | Rok  | Umístění v hitparádě | Album             |
| Název                                                            | Rok  | NZ Hot               | Album             |
| ---------------------------------------------------------------- | ---- | -------------------- | ----------------- |
| "Costa Rica (Remix)" (Bankrol Hayden feat. the Kid Laroi)        | 2020 | 40                   | Pain Is Temporary |
| "Go Dumb" (Y2K feat. Blackbear, the Kid Laroi, a Bankrol Hayden) | 2020 | 29                   | Singl bez alb     |

### Promo singly
| Název                                       | Rok  | Umístění v hitparádách | Umístění v hitparádách | Album         |
| Název                                       | Rok  | NZ Hot                 | SWE                    | Album         |
| ------------------------------------------- | ---- | ---------------------- | ---------------------- | ------------- |
| "I Can't Go Back to the Way It Was (Intro)" | 2023 | 9                      | 84                     | Singl bez alb |

## Další umístěné a certifikované písně
| Název                                                                                   | Rok  | Umístění v hitparádách | Umístění v hitparádách | Umístění v hitparádách | Umístění v hitparádách | Umístění v hitparádách | Umístění v hitparádách | Umístění v hitparádách | Umístění v hitparádách | Umístění v hitparádách | Certifikace                                                                      | Album                        |
| Název                                                                                   | Rok  | AUS                    | CAN                    | DEN                    | IRE                    | NZ                     | NOR                    | SWE                    | UK                     | US                     | Certifikace                                                                      | Album                        |
| --------------------------------------------------------------------------------------- | ---- | ---------------------- | ---------------------- | ---------------------- | ---------------------- | ---------------------- | ---------------------- | ---------------------- | ---------------------- | ---------------------- | -------------------------------------------------------------------------------- | ---------------------------- |
| "Hate the Other Side" (Juice Wrld a Marshmello feat. Polo G a the Kid Laroi)            | 2020 | 15                     | 12                     | —                      | —                      | 27                     | —                      | 54                     | —                      | 10                     | - BPI: Silver - RIAA: Platinum - RMNZ: Gold                                      | Legends Never Die            |
| "Maybe"                                                                                 | 2020 | 84                     | —                      | —                      | —                      | —                      | —                      | —                      | —                      | —                      | - ARIA: Gold - MC: Gold - RIAA: Gold                                             | F*ck Love                    |
| "Wrong" (feat. Lil Mosey)                                                               | 2020 | 54                     | 98                     | —                      | 90                     | —                      | —                      | —                      | —                      | —                      | - ARIA: Platinum - MC: Platinum - RIAA: Platinum - RMNZ: Gold                    | F*ck Love                    |
| "I Wish"                                                                                | 2020 | —                      | —                      | —                      | —                      | —                      | —                      | —                      | —                      | —                      | - ARIA: Gold - RIAA: Gold                                                        | F*ck Love                    |
| "Not Fair" (feat. Corbin)                                                               | 2020 | 92                     | —                      | —                      | —                      | —                      | —                      | —                      | —                      | —                      | - ARIA: Gold - MC: Gold - RIAA: Gold                                             | F*ck Love                    |
| "Erase U"                                                                               | 2020 | —                      | —                      | —                      | —                      | —                      | —                      | —                      | —                      | —                      | - ARIA: Gold                                                                     | F*ck Love                    |
| "Selfish"                                                                               | 2020 | —                      | —                      | —                      | —                      | —                      | —                      | —                      | —                      | —                      | - ARIA: Gold - MC: Gold - RIAA: Gold                                             | F*ck Love                    |
| "Speak" (s Internet Money)                                                              | 2020 | —                      | —                      | —                      | —                      | —                      | —                      | —                      | —                      | —                      |                                                                                  | B4 the Storm                 |
| "Pikachu"                                                                               | 2020 | 81                     | —                      | —                      | —                      | —                      | —                      | —                      | —                      | —                      | - ARIA: Gold                                                                     | F*ck Love (Savage)           |
| "Tragic" (feat. YoungBoy Never Broke Again a Internet Money)                            | 2020 | 41                     | 59                     | —                      | —                      | —                      | —                      | —                      | —                      | 76                     | - ARIA: Gold - MC: Platinum - RIAA: Platinum - RMNZ: Gold                        | F*ck Love (Savage)           |
| "Always Do"                                                                             | 2020 | 34                     | 48                     | —                      | 39                     | —                      | —                      | —                      | 66                     | 83                     | - ARIA: Platinum - BPI: Silver - MC: Platinum - RIAA: Platinum - RMNZ: Gold      | F*ck Love (Savage)           |
| "Feel Something" (s Marshmello)                                                         | 2020 | 78                     | 93                     | —                      | —                      | —                      | —                      | —                      | —                      | —                      | - MC: Gold - RIAA: Gold                                                          | F*ck Love (Savage)           |
| "F*ck You, Goodbye" (feat. Machine Gun Kelly)                                           | 2020 | 54                     | 64                     | —                      | —                      | —                      | —                      | —                      | —                      | 99                     | - ARIA: Gold - BPI: Silver - MC: Platinum - RIAA: Platinum - RMNZ: Gold          | F*ck Love (Savage)           |
| "Unstable" (Justin Bieber feat. the Kid Laroi)                                          | 2021 | 22                     | 17                     | 12                     | —                      | —                      | 33                     | 53                     | —                      | 62                     | - ARIA: Gold - RIAA: Gold                                                        | Justice                      |
| "Shot for Me"                                                                           | 2021 | —                      | —                      | —                      | —                      | —                      | —                      | —                      | —                      | —                      |                                                                                  | Spotify Singles              |
| "No Return" (Polo G feat. the Kid Laroi a Lil Durk)                                     | 2021 | 33                     | 26                     | —                      | 40                     | —                      | —                      | —                      | 47                     | 26                     | - MC: Gold - RIAA: Gold                                                          | Hall of Fame                 |
| "Over You"                                                                              | 2021 | 44                     | 81                     | —                      | —                      | —                      | —                      | —                      | —                      | —                      |                                                                                  | F*ck Love 3: Over You        |
| "Not Sober" (feat. Polo G a Stunna Gambino)                                             | 2021 | 8                      | 22                     | 23                     | 43                     | 21                     | 28                     | 55                     | 42                     | 41                     | - MC: Gold - RIAA: Gold                                                          | F*ck Love 3: Over You        |
| "Same Energy"                                                                           | 2021 | 51                     | 86                     | —                      | —                      | —                      | —                      | —                      | —                      | —                      |                                                                                  | F*ck Love 3: Over You        |
| "Bad News"                                                                              | 2021 | 82                     | —                      | —                      | —                      | —                      | —                      | —                      | —                      | —                      |                                                                                  | F*ck Love 3: Over You        |
| "Still Chose You" (feat. Mustard)                                                       | 2021 | 26                     | 65                     | —                      | —                      | —                      | —                      | —                      | 80                     | 100                    |                                                                                  | F*ck Love 3: Over You        |
| "Wasting Angels" (Post Malone feat. the Kid Laroi)                                      | 2022 | 30                     | 30                     | —                      | —                      | —                      | —                      | 89                     | —                      | 56                     |                                                                                  | Twelve Carat Toothache       |
| "Burning Up" (Nardo Wick feat. the Kid Laroi)                                           | 2022 | —                      | —                      | —                      | —                      | —                      | —                      | —                      | —                      | —                      |                                                                                  | Who Is Nardo Wick?? (Deluxe) |
| "2 Grown" (Lil Tjay feat. the Kid Laroi)                                                | 2023 | —                      | —                      | —                      | —                      | —                      | —                      | —                      | —                      | —                      |                                                                                  | 222                          |
| "Forever & Again"                                                                       | 2023 | —                      | —                      | —                      | —                      | —                      | —                      | —                      | 92                     | —                      |                                                                                  | Barbie the Album             |
| "Wind" (Trippie Redd feat. the Kid Laroi)                                               | 2023 | —                      | —                      | —                      | —                      | —                      | —                      | —                      | —                      | —                      |                                                                                  | A Love Letter to You 5       |
| "Sorry"                                                                                 | 2023 | —                      | —                      | —                      | —                      | —                      | —                      | —                      | —                      | —                      |                                                                                  | The First Time               |
| "I Thought That I Needed You"                                                           | 2023 | —                      | —                      | —                      | —                      | —                      | —                      | —                      | —                      | —                      |                                                                                  | The First Time               |
| "Where Do You Sleep?"                                                                   | 2023 | —                      | —                      | —                      | —                      | —                      | —                      | —                      | —                      | —                      |                                                                                  | The First Time               |
| "Nights Like This"                                                                      | 2023 | 20                     | 43                     | —                      | 27                     | 16                     | 34                     | 78                     | 28                     | 47                     | - ARIA: 2× Platinum - BPI: Gold - MC: Platinum - RIAA: Platinum - RMNZ: Platinum | The First Time               |
| "This My Life" (s Lyrical Lemonade, Lil Tecca a Lil Skies)                              | 2024 | —                      | —                      | —                      | —                      | —                      | —                      | —                      | —                      | —                      |                                                                                  | All Is Yellow                |
| "Stick with Me"                                                                         | 2024 | —                      | —                      | —                      | —                      | —                      | —                      | —                      | —                      | —                      |                                                                                  | The First Time (deluxe)      |
| "Pick Sides"                                                                            | 2024 | —                      | —                      | —                      | —                      | —                      | —                      | —                      | —                      | —                      |                                                                                  | The First Time (deluxe)      |
| "Nights Like This Pt 2"                                                                 | 2024 | —                      | —                      | —                      | —                      | —                      | —                      | —                      | —                      | —                      |                                                                                  | The First Time (deluxe)      |
| "Hatred" (feat. Lil Yachty)                                                             | 2024 | —                      | —                      | —                      | —                      | —                      | —                      | —                      | —                      | —                      |                                                                                  | The First Time (deluxe)      |
| "Goodbye"                                                                               | 2024 | —                      | —                      | —                      | —                      | —                      | —                      | —                      | —                      | —                      |                                                                                  | The Party Never Ends         |
| "I Know Love" (Tate McRae feat. the Kid Laroi)                                          | 2025 | 17                     | 24                     | 39                     | 44                     | 24                     | 17                     | 71                     | 25                     | 43                     |                                                                                  | So Close to What             |
| "—" značí, že se nahrávka neumístila v hitparádách nebo v tomto území ani nebyla vydána |      |                        |                        |                        |                        |                        |                        |                        |                        |                        |                                                                                  |                              |

## Spoluumělec
| Název                 | Rok  | Další umělec                            | Album                        |
| --------------------- | ---- | --------------------------------------- | ---------------------------- |
| "Hate the Other Side" | 2020 | Juice Wrld, Polo G                      | Legends Never Die            |
| "Speak"               | 2020 | Internet Money                          | B4 the Storm                 |
| "Unstable"            | 2021 | Justin Bieber                           | Justice                      |
| "No Return"           | 2021 | Polo G, Lil Durk                        | Hall of Fame                 |
| "You Can't"           | 2021 | G Herbo, Gunna                          | 25                           |
| "Wasting Angels"      | 2022 | Post Malone                             | Twelve Carat Toothache       |
| "Burning Up"          | 2022 | Nardo Wick                              | Who Is Nardo Wick?? (Deluxe) |
| "What You Say"        | 2023 | YoungBoy Never Broke Again, Post Malone | Don't Try This at Home       |
| "2 Grown"             | 2023 | Lil Tjay                                | 222                          |
| "Forever & Again"     | 2023 | žádné                                   | Barbie the Album             |
| "Wind"                | 2023 | Trippie Redd                            | A Love Letter to You 5       |
| "Alright"             | 2024 | Ekkstacy                                | Ekkstacy                     |
| "This My Life"        | 2024 | Lyrical Lemonade, Lil Skies, Lil Tecca  | All Is Yellow                |
| "Rain Fallin"         | 2024 | Polo G                                  | Hood Poet                    |
| "Goodbye"             | 2024 | žádné                                   | The Party Never Ends         |
| "I Know Love"         | 2025 | Tate McRae                              | So Close to What             |

## Videoklipy
| Název                                                                         | Rok                | Režisér             | Reference          |
| Jako hlavní umělec                                                            | Jako hlavní umělec | Jako hlavní umělec  | Jako hlavní umělec |
| ----------------------------------------------------------------------------- | ------------------ | ------------------- | ------------------ |
| "Let Her Go"                                                                  | 2019               | Cole Bennett        | [ 72 ]             |
| "Diva" (feat. Lil Tecca)                                                      | 2020               | Cole Bennett        | [ 73 ]             |
| "Go" (s Juice Wrld)                                                           | 2020               | Steve Cannon        | [ 74 ]             |
| "Tell Me Why"                                                                 | 2020               | Cole Bennett        | [ 75 ]             |
| "Not Fair" (feat. Corbin)                                                     | 2020               | Alex Howard         | [ 76 ]             |
| "I Wish"                                                                      | 2020               | Josh Jones          | [ 77 ]             |
| "Selfish"                                                                     | 2020               | Steve Cannon        | [ 78 ]             |
| "Wrong" (feat. Lil Mosey)                                                     | 2020               | Logan Paul          | [ 79 ]             |
| "So Done"                                                                     | 2020               | Cole Bennett        | [ 80 ]             |
| "Hell Bent" (s Tokyo's Revenge)                                               | 2020               | Miles & AJ          | [ 81 ]             |
| "Always Do"                                                                   | 2020               | Steve Cannon        | [ 82 ]             |
| "Maybe"                                                                       | 2020               | Josh Jones          | [ 83 ]             |
| "Without You"                                                                 | 2020               | Steve Cannon        | [ 84 ]             |
| "Tragic" (feat. YoungBoy Never Broke Again a Internet Money)                  | 2020               | Steve Cannon        | [ 85 ]             |
| "Without You" (s Miley Cyrus)                                                 | 2021               | Miley Cyrus         | [ 86 ]             |
| "Stay" (s Justin Bieber)                                                      | 2021               | Colin Tilley        | [ 87 ]             |
| "Not Sober" (feat. Polo G a Stunna Gambino)                                   | 2021               | Steve Cannon        | [ 88 ]             |
| "Still Chose You" (feat. Mustard)                                             | 2021               | Arrad               | [ 89 ]             |
| "Thousand Miles"                                                              | 2022               | Christian Breslauer | [ 90 ]             |
| "Paris to Tokyo" (s Fivio Foreign)                                            | 2022               | Chris Villa         | [ 91 ]             |
| "I Can't Go Back to the Way It Was (Intro)"                                   | 2023               | Julian Klincewicz   | [ 92 ]             |
| "Love Again"                                                                  | 2023               | Adrian Villagomez   | [ 93 ]             |
| "Kids Are Growing Up (Part 1)"                                                | 2023               | Ramez Silyan        | [ 94 ]             |
| "I Guess It's Love?"                                                          | 2023               | Helmi               | [ 51 ]             |
| "Too Much" (s Jungkook a Central Cee)                                         | 2023               | Ramez Silyan        | [ 95 ]             |
| "What Just Happened"                                                          | 2023               | Ramez Silyan        | [ 96 ]             |
| "Bleed"                                                                       | 2023               | Ramez Silyan        | [ 97 ]             |
| "Sorry"                                                                       | 2023               | Cole Bennett        | [ 98 ]             |
| "This My Life" (s Lyrical Lemonade, Lil Tecca a Lil Skies)                    | 2024               | Cole Bennett        | [ 99 ]             |
| "Girls"                                                                       | 2024               | Bradley Calder      | [ 100 ]            |
| "Baby I'm Back"                                                               | 2024               | Adam Kargenian      | [ 101 ]            |
| "Aperol Spritz"                                                               | 2024               | Alex Lill           | [ 102 ]            |
| Jako vedlejší umělec                                                          |                    |                     |                    |
| "No Return" (Polo G feat. the Kid Laroi and Lil Durk)                         | 2021               | Mooch               | [ 103 ]            |
| "Burning Up" (Nardo Wick feat. the Kid Laroi)                                 | 2022               | Cole Bennett        | [ 104 ]            |
| "What You Say" (YoungBoy Never Broke Again feat. Post Malone a the Kid Laroi) | 2023               | Isaac Garcia        | [ 105 ]            |
| "2 Grown" (Lil Tjay feat. the Kid Laroi)                                      | 2023               | Jb Tai              | [ 106 ]            |
| "I Know Love" (Tate McRae feat. the Kid Laroi)                                | 2025               | —                   | [ 107 ]            |
| Spoluumělec                                                                   |                    |                     |                    |
| "Blueberry Faygo" (Lil Mosey)                                                 | 2020               | Cole Bennett        | [ 108 ]            |